# Bochas

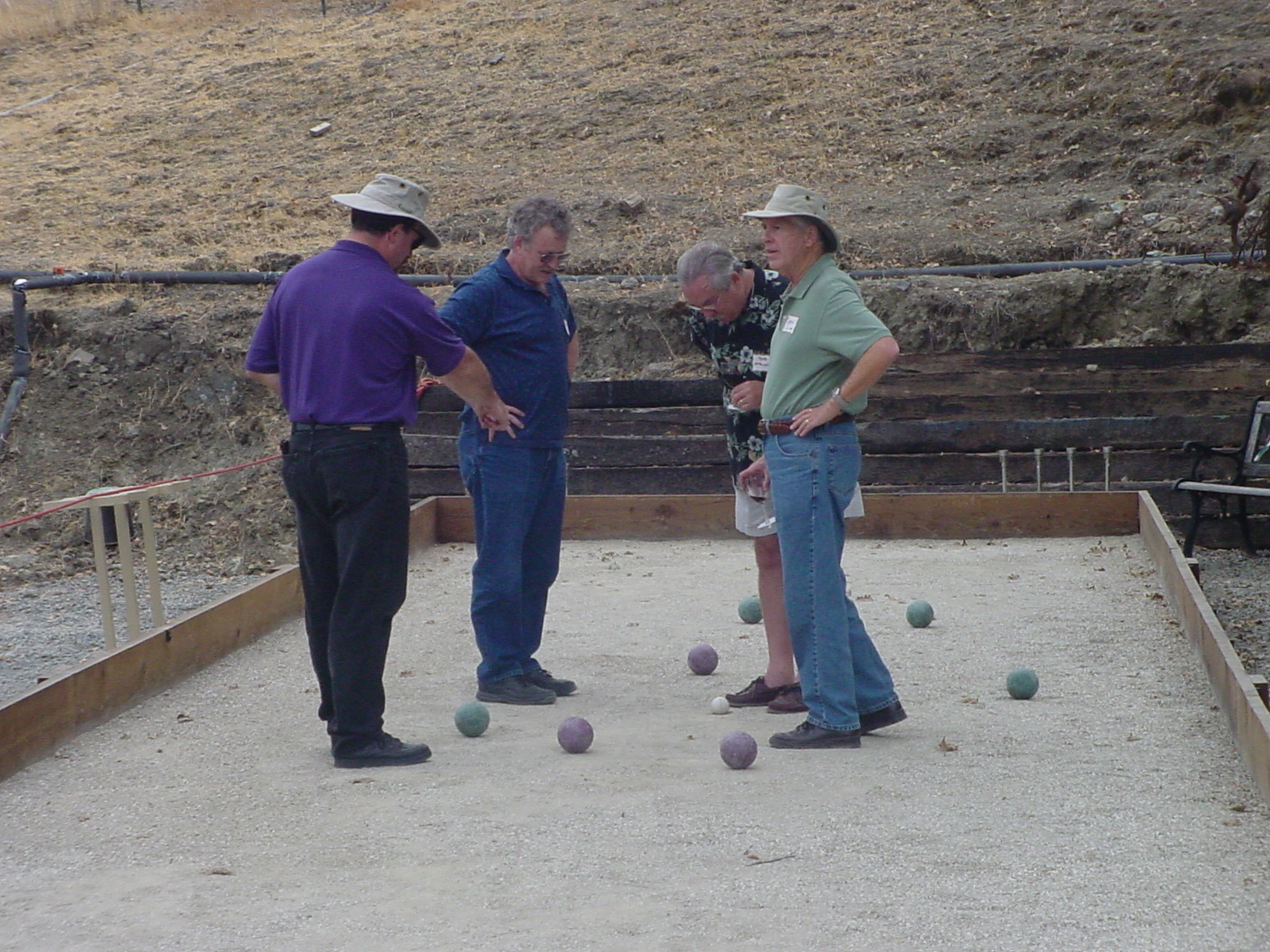
Jugadores estableciendo los puntajes.

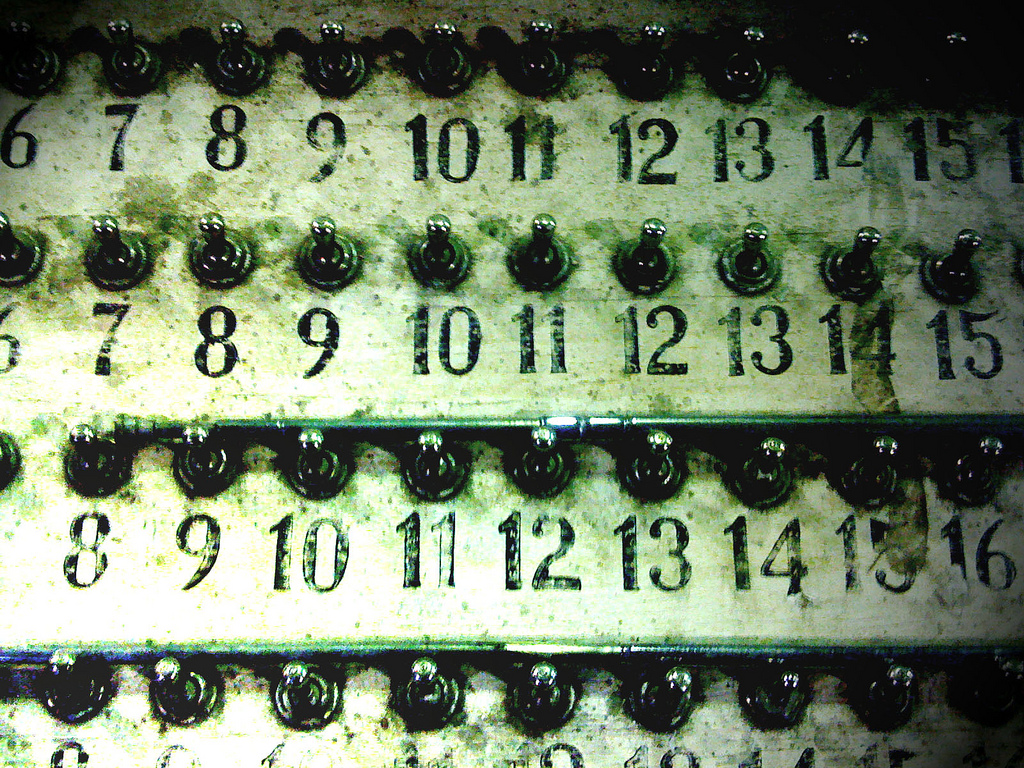
Comando analógico para el tablero de la cancha de bochas en Argentina.

Las bochas (bocce en italiano, que es la forma plural de boccia) es un deporte de la familia de los juegos de bolas, vinculado estrechamente con la petanca, y con un ancestro común en los juegos practicados en el imperio romano. La forma en que se practica actualmente se desarrolló en Italia, y es jugado en distintos países de Europa y también en los continentes que recibieron inmigrantes italianos, como Oceanía, Norteamérica y Sudamérica.

## Popularidad en América
El deporte se practica principalmente en Argentina, Chile, Colombia (sólo en la región de Nariño y Cauca), Perú, México, Uruguay, Venezuela, Paraguay y en la Región Sur de Brasil inicialmente por los inmigrantes italianos y luego lentamente adoptado por toda la sociedad. Se estima que se juega desde 1783 y actualmente se practica en un amplio espectro de edades de ambos sexos, ya que se realizan diferentes torneos en categorías que van desde las preinfantiles hasta los veteranos.
Por ejemplo en Argentina, solamente en la Provincia de Córdoba hay federados más de seis mil jugadores al 2018. El juego tuvo mucha acogida en el siglo XVII; tal fue el fanatismo que fue prohibido porque se consideró que era un perversión para la juventud. Durante varios años el juego continuó en la clandestinidad en bares y pulperías. Fue en 1929 que volvió a tomar carácter nacional, cuando se fundó la Federación Argentina de Bochas. Entre los grandes clubes de la Argentina que juegan a este deporte están: Club Atlético Boca Juniors, Club Atlético River Plate, Club Ferrocarril Oeste, Asociación Atlética Argentinos Juniors, Club Carboneros, etc. En La trenza de sus cabellos, una de las leyendas de Tradiciones peruanas (1897), de Ricardo Palma, se menciona: "Para celebrar el buen término de la obra que le encomendaron los agustinos, fuese Baltazar Gavilán con sus amigos a la casa de bochas, y se tomó una turca soberana. Agarrándose de las paredes pudo, a las diez de la noche, volver a su taller, cogió pedernal, eslabón y pajuela, y encendiendo una vela de sebo se arrojó vestido sobre la cama". 

## Reglas
Al comenzar el juego, el equipo que ha ganado el bochín lo lanza y juega la primera bocha. Enseguida, el equipo que no tiene el punto debe jugar sus bochas hasta que lo consiga mediante arrime, bochada o rata.
Cuando un equipo no tiene más bochas, su adversario juega a intentar conseguir otros puntos, ya sea arrimando, bochando o rasando a las bochas que le estorban.
Cuando las bochas están todas jugadas, un equipo se adjudica tantos puntos como bochas tenga más próxima al bochín que la mejor bocha del adversario.
El juego continúa en el otro sentido de la cancha y el bochín lanzado por el equipo que ha marcado uno o más puntos. Gana el partido el equipo que logre primero el puntaje acordado.
Para 1929, se organizaban grupos de parejas y se usaban ocho bochas de madera, rayadas y lisas. Las reglas hoy en día es organizar equipos con la misma cantidad de jugadores. Ya sea equipos de dos jugadores con tres bolas cada uno o equipos de tres jugadores con dos bolas cada uno.

### Canchas

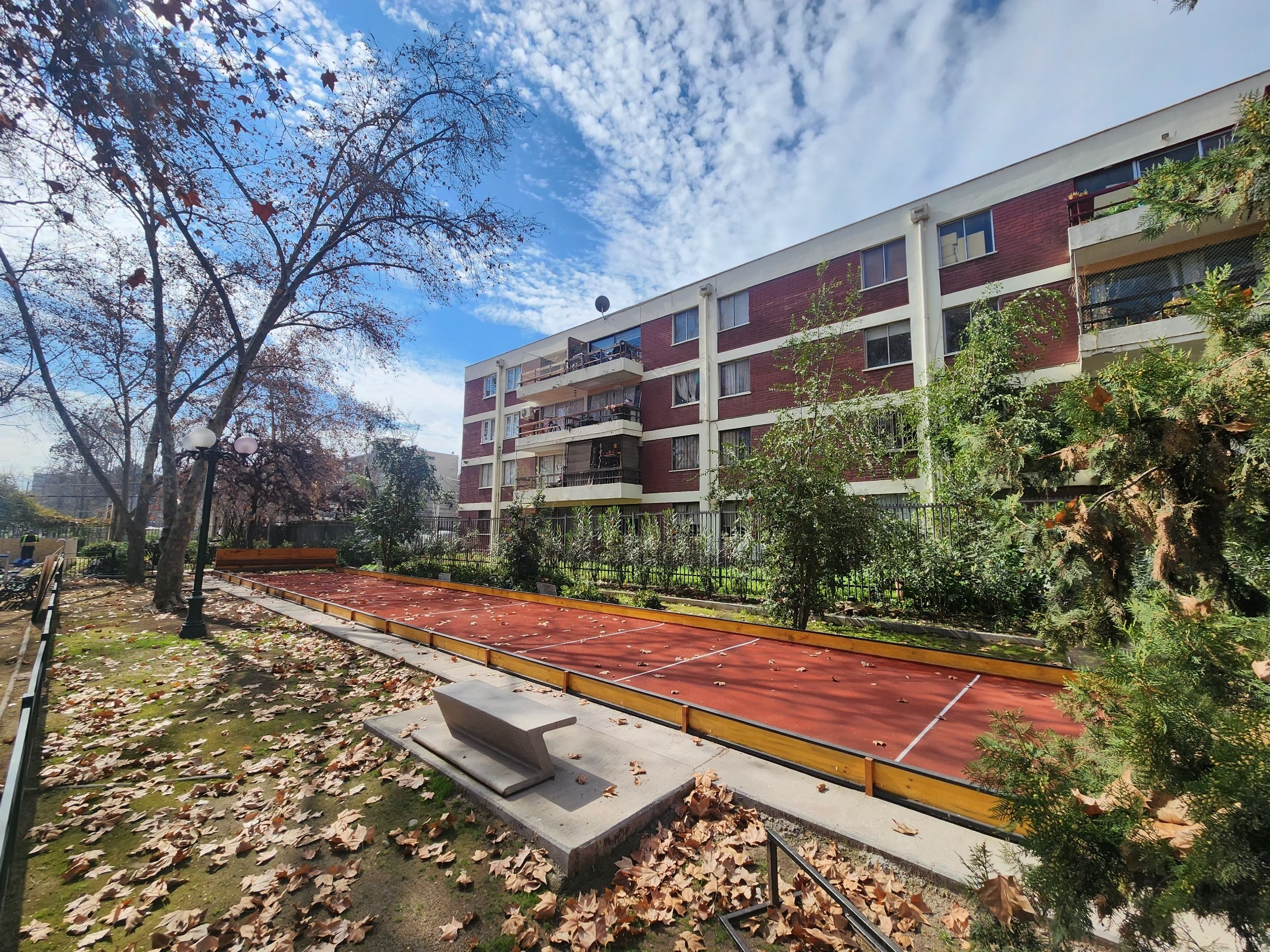
Cancha de bochas en el Parque Inés de Suárez, Providencia, Chile

Artículo 1° Las instituciones afiliadas deberán poseer sus canchas en perfecto estado de conservación y sin tener desniveles. Se entiende por cancha el espacio limitado por las bandas laterales y cabeceras de madera.
Son las medidas reglamentarias:
- Largo: 24 metros.
- Ancho: 4 metros.
- Altura mínima del techo: en centro desde el piso a la parte baja del mismo 5,50 metros y en los extremos de la cabecera 3 metros.
- Laterales: Alto máximo uniforme 30 centímetros y mínimo 25 centímetros, espesor de las tablas 5 centímetros.
- Cabeceras: Altura 1,5 metros. A los costados de las cabeceras, sobre las bandas laterales, se colocará un suplemento de igual espesor y altura que el de estas últimas y como largo máximo tendrá 2 metros, como mínimo 1,50 metros.

Los partidos internacionales deberán disputarse en canchas con medidas reglamentarias de 24 metros de largo y 4 metros de ancho.
1. Las líneas A y A" - coinciden con las cabeceras y extremos de la cancha.
2. Las líneas B y B" - se trazan a 2 metros de las cabeceras y determinan el área de la zona de juego libre, rata y el límite máximo donde debe quedar ubicado el bochín sin sobrepasarlo con su periferia (para caballeros).
3. Las líneas C y C" - se trazan a 4 metros de las cabeceras e indican:
  1. El límite permitido al jugador para el lanzamiento del bochín, para el arrime y para el lanzamiento de la rata, pudiendo en dichos casos pisarse pero no adelantarse con el pie más avanzado y en contacto con el piso.
  2. El área de la zona de juego libre (para damas), rata femenina, y el límite máximo donde debe quedar ubicado el bochín sin sobrepasarlo con su periferia (para damas).
  3. El límite mínimo donde podrá dar el primer pique o contacto con la cancha la bocha jugada de rata.
4. Las líneas D y D" - se trazan a 6,50 m de las cabeceras y determinan:
  1. el límite máximo permitido al jugador para efectuar el bochazo, bochazo de retroceso, el arrime de retroceso, el lanzamiento a la zona libre y la jugada de pique, línea que podrá pisar pero no sobrepasar con el pie adelantado.
  2. el límite mínimo donde podrá dar el primer pique la bocha jugada de rata y de pique.
5. Las líneas E y E" - opuestas se trazan a 1 metro de la línea F, a indican la distancia mínima en donde debe quedar ubicado el bochín trasponiéndolas con toda su periferia.
6. La línea F señala la mitad de la cancha de juego.

1. Áreas de la cancha:
  1. Zona de juego libre (Caballeros): Es la comprendida entre la cabecera (línea A') y la línea B' trazada a 2 metros de ella.
  2. Zona de juego libre (Damas): Es la comprendida entre la cabecera (línea A") y la línea C" trazada a 4 m de ella.

Para que sea válida la zona libre el bochín deberá estar ubicado en dicha área.
Entiéndese que una bocha o bochín está en zona de juego libre cuando está a 2 metros o menos de la cabecera para caballeros, o 4 metros para damas tomando como referencia la periferia de ella más cercana a la cabecera. Para salir de la zona libre deberá transponer totalmente la línea de 2 metros (B') para caballeros y 4 m (C") para damas.
En caso de duda se medirá desde la cabecera a la periferia más cercana de la bocha o bochín.
1. Zona de rata: La masculina es la comprendida entre la cabecera (línea A") y la línea B" trazada a 2 m de ella, y la femenina es la comprendida entre la cabecera (línea A") y la línea C" trazada a 4 m de ella, debiendo en ambos casos estar el bochín en zona de juego.
2. Zona de juego: Es la comprendida entre la línea C de salida y la línea B" opuesta para caballeros y C" opuesta para damas.
3. Zona de ubicación del bochín: Es la comprendida entre las líneas E" y B" opuestas para caballeros y E" y C" opuestas para damas, no debiendo sobrepasar con su periferia dichas líneas.
4. Zona de bochazo: Es la comprendida entre la línea C de salida y la cabecera opuesta.

### Bochas y bochín
Este deporte deberá practicarse con bochas de material sintético, debiendo ser de colores iguales entre sí, distintos los de cada equipo, o lisas y rayadas, de 107 mm de diámetro, macizas y de peso uniforme de 920 gramos.
El bochín podrá ser de material sintético, debiendo tener de diámetro 40 milímetros y un peso entre 90 a 115 gramos.
En el orden nacional cada Federación reglamentará la medida y peso de las bochas dentro de las medidas precedentes. En las competencias internacionales el país organizador proveerá las bochas dentro de las medidas reglamentarias.